# لويس ويلوبي
لويس ويلوبي (بالإنجليزية: Louis Willoughby)‏ هو ممثل بريطاني (وحمل سابقاً جنسية المملكة المتحدة لبريطانيا العظمى وأيرلندا)، ولد في 1876، وتوفي في 1968.

## وصلات خارجية
- لويس ويلوبي على موقع IMDb (الإنجليزية)
- لويس ويلوبي على موقع قاعدة بيانات الفيلم (الإنجليزية)